# Neurosymploca caffra
Neurosymploca caffra is een vlinder uit de familie van de bloeddrupjes (Zygaenidae). De wetenschappelijke naam werd gepubliceerd in 1764 door Carl Linnaeus.
De soort komt voor in tropisch Afrika.